# Marcel Fischbach
Pour les articles homonymes, voir Fischbach.
Marcel Fischbach, né le 22 août 1914 à Hollerich (Luxembourg) et mort le 27 juin 1980 à Dommeldange (Luxembourg), est un diplomate, journaliste et homme politique luxembourgeois, membre du Parti populaire chrétien-social (CSV).

## Biographie
À partir de 1939, il écrit pour le quotidien d'Wort. Après la Seconde Guerre mondiale, Marcel Fischbach fait son entrée à la Chambre des députés (1954-1964) et au conseil communal de la ville de Luxembourg (1945-1964). 
Le 15 juillet 1964, il devient ministre des Classes moyennes et de la Force armée, ministre adjoint aux Affaires étrangères au sein du gouvernement dirigé par Pierre Werner. Pendant cette période, il est responsable de la réduction du service national de neuf à six mois. Cependant, une crise politique éclate à la fin de l'année 1966 menant à la transformation définitive de l'armée luxembourgeoise en une force entièrement professionnelle. Marcel Fischbach démissionne du gouvernement — avant que les autres membres n'en fassent de même — et se retire de la vie politique le 3 janvier 1967,.
Après sa démission, Marcel Fischbach devient un diplomate de haut rang, occupant les postes d'ambassadeur en Autriche (1967-1973), d'ambassadeur en Belgique (1973-1977) et d'ambassadeur en Allemagne (1977-1979).
Son fils, Marc Fischbach, sera également ministre au sein du gouvernement (1984-1999).

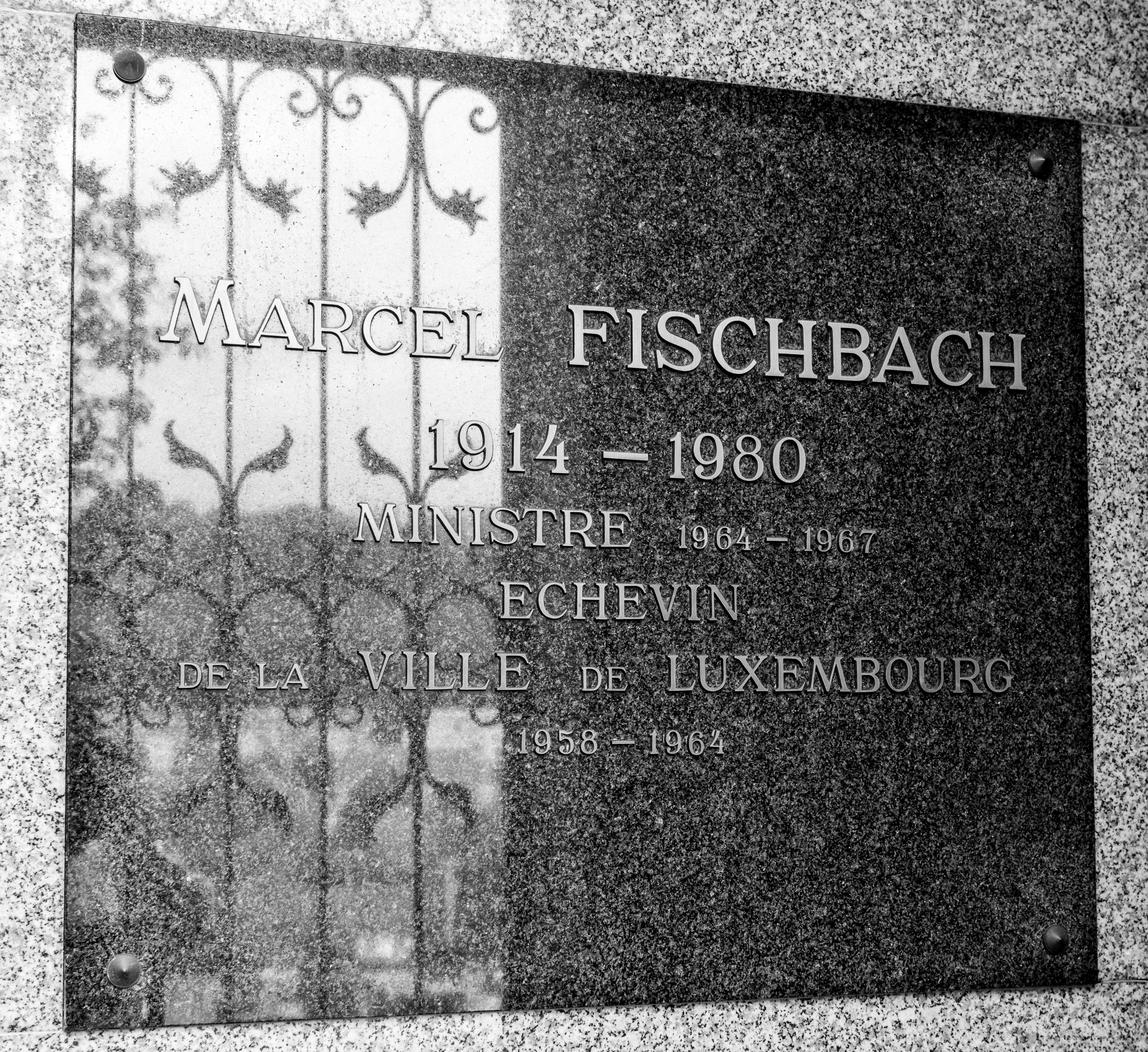
Plaque funéraire de Marcel Fischbach dans le caveau familial au cimetière de Weimerskirch.

En son hommage, une rue porte son nom à Luxembourg, dans le quartier du Kirchberg.

## Publications
- Marcel Fischbach, Reformnotwendigkeit des Bauern-Erbrechtes in Luxemburg, Luxembourg, 1941 (OCLC 488503813, lire en ligne).
- Marcel Fischbach, Ons Grande-Duchesse an der friëmt, Luxembourg, Sankt-Paulus-Drëckerei, 1945 (OCLC 1072810799, lire en ligne).
- Marcel Fischbach, 125 Jahre "Luxemburger Wort" : Verjüngung und Strahlung. Vom Wirken und Wachsen der Zeitung in den verflossenen 25 Jahren, Luxembourg, Sankt-Paulus-Drëckerei, 1973 (OCLC 1046417461, lire en ligne).

## Distinctions[5]
- Chevalier de la Légion d'honneur (1957) [6]
- Commandeur de l'ordre de la Couronne de chêne
- Grand cordon de l'ordre de Léopold
- Grand-croix de l'ordre de Saint-Olaf
- Grand-Officier de l’Ordre de mérite civil et militaire d’Adolphe de Nassau
- Großkreuz des Verdienstordens der Bundesrepublik Deutschland